# Cícero Santos
Cícero Santos, mais conhecido apenas como Cícero (Castelo, 26 de agosto de 1984), é um ex-futebolista brasileiro que atuava como volante e meia.

## Carreira

### Bahia e Figueirense
Se transferiu das divisões de base do Tombense para a do Bahia. Lá foi formado, passou a maioria dos seus anos de base e foi revelado. Jogou a Série B de 2004, quando o Bahia por muito pouco não subiu. Cícero, no entanto, nunca engrenou e nem teve o total apoio da torcida tricolor. Iniciou sua carreira como volante. 
Alternando altos e baixos com a camisa do Bahia, transferiu-se em 2006 para o Figueirense, por empréstimo. O sucesso do trio ofensivo formado com Soares e Schwenck no time catarinense o levou a ser contratado pelo Fluminense, juntamente com Soares.

### Fluminense e Hertha Berlin
Em 2007, foi titular na campanha vitoriosa da Copa do Brasil de 2007 e na bela campanha no Campeonato Brasileiro de 2007. Em 2008 suas atuações ajudaram a equipe a chegar à final da Copa Libertadores da América e despertaram o interesse do Hertha Berlin; em julho foi contratado pelo clube alemão por um período de dois anos. 
Durante a final da Libertadores 2008, fez o único gol do Fluminense durante decisão por pênaltis. Mesmo não colocando a mão na taça, a sua parte foi feita, e o goleiro de sua equipe, Fernando Henrique, defendeu o pênalti cobrado pelo zagueiro equatoriano Jayro Campos; ambos foram os destaques do tricolor durante as 8 cobranças realizadas , e tudo terminou em 3 a 1 para a LDU nos penais.

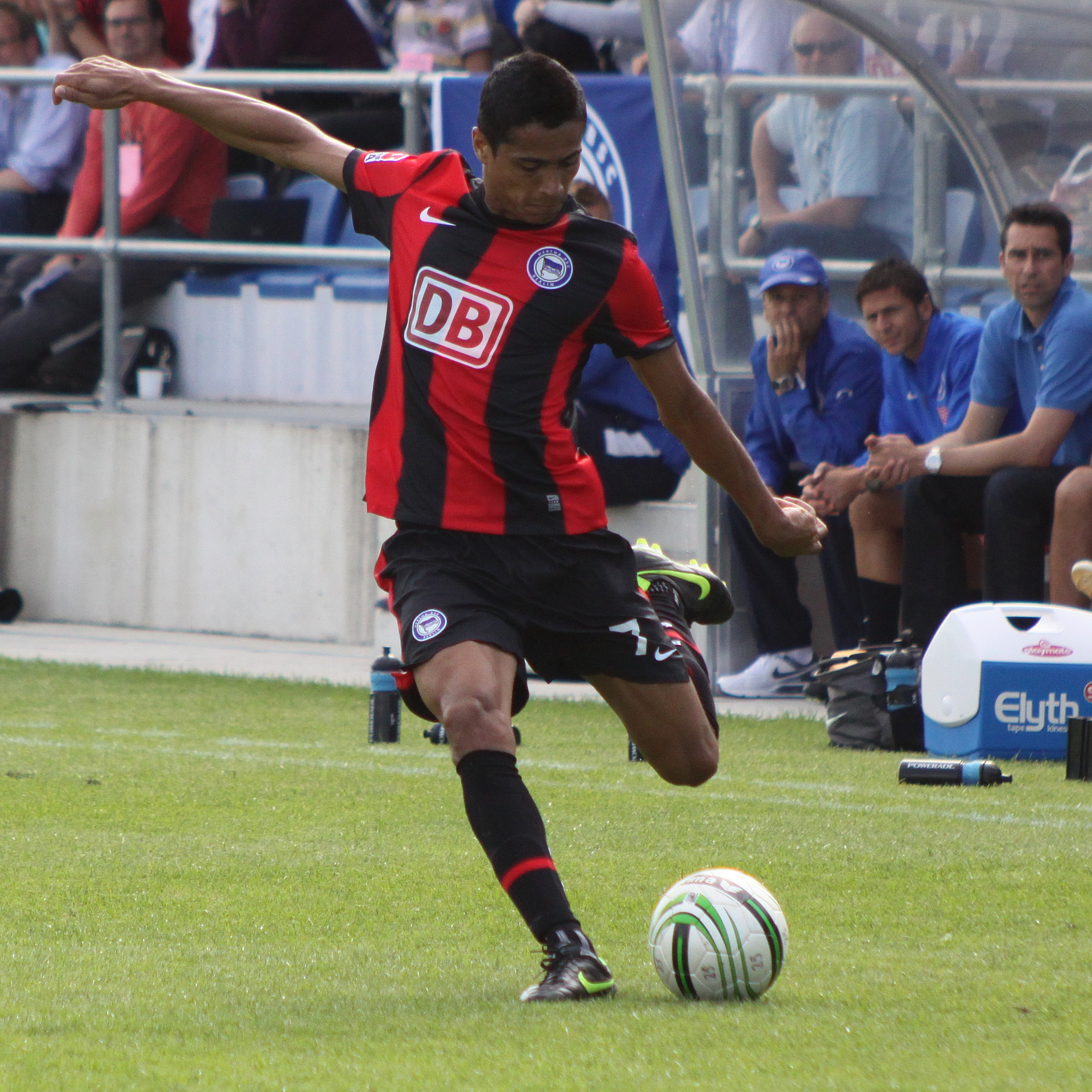
Cícero em partida pelo Hertha Berlin.

No dia 14 de julho de 2010, foi emprestado pelo Hertha Berlin ao Wolfsburg por uma temporada com opção de compra ao final do contrato, que terminaria em junho de 2011.

### São Paulo
No Wolfsburg, Cícero não foi muito aproveitado pelo técnico Felix Magath e o clube não renovou seu contrato. No dia 2 de julho de 2011 foi anunciado como novo reforço do São Paulo. Fez sua primeira partida no dia 17 de julho, contra o Internacional, entrando no lugar de Rivaldo, então camisa 10 do tricolor paulista. 
No dia 7 de agosto substituiu novamente Rivaldo, que foi poupado para o jogo contra o Avaí, começando seu primeiro jogo como titular. Foi decisivo na partida, marcando os dois gols, sendo um deles um bonito gol por cobertura, garantindo a virada do tricolor, por 2 a 1.
Cícero começou o ano de 2012 sendo titular absoluto com o técnico Emerson Leão, no entanto perdeu espaço na equipe com a chegada do técnico Ney Franco.

### Santos
Em janeiro de 2013, Cícero foi contratado pelo Santos. Pouco aproveitado pelo técnico Ney Franco, o atleta firmou um contrato de 2 anos com o Peixe. Os santistas, por sua vez, tinham a opção de compra do ex-são-paulino, que chegou emprestado pelo Tombense.
No dia 23 de janeiro de 2013, na vitória de 3 a 0 sobre o Botafogo de Ribeirão Preto, pela segunda rodada do Paulistão, Cícero fez o segundo gol e foi responsável pela assistência a Neymar fechar o placar, tendo sido, portanto, elogiado pela crítica. Atuando como terceiro homem no losango do meio-campo santista, o ex-são-paulino afirmou que pretende "dar muito" ao novo clube.
No Peixe, Cícero veio obtendo considerável destaque. Após um excelente início de temporada em 2013, no qual anotou três gols nas quatro primeiras partidas e ter obtido grande entrosamento com o ídolo Neymar, o meia atraiu elogios tanto da imprensa quanto do treinador Muricy Ramalho, ofuscando até, para muitos, o argentino Montillo, contratação mais cara da história alvinegra.
Teve grande destaque no Campeonato Paulista de 2013 por ser o vice-artilheiro da equipe, com 9 gols, sendo ultrapassado apenas por Neymar. Com a saída de Neymar para o Barcelona, o meia foi um dos principais destaques da equipe no Campeonato Brasileiro de 2013, por ser o artilheiro do clube, marcando 14 gols.
Já no ano seguinte, Cícero foi o capitão da equipe no Campeonato Paulista de 2014. Mesmo com o vice-campeonato do Santos, o meia foi escolhido o craque do campeonato.

### Fluminense

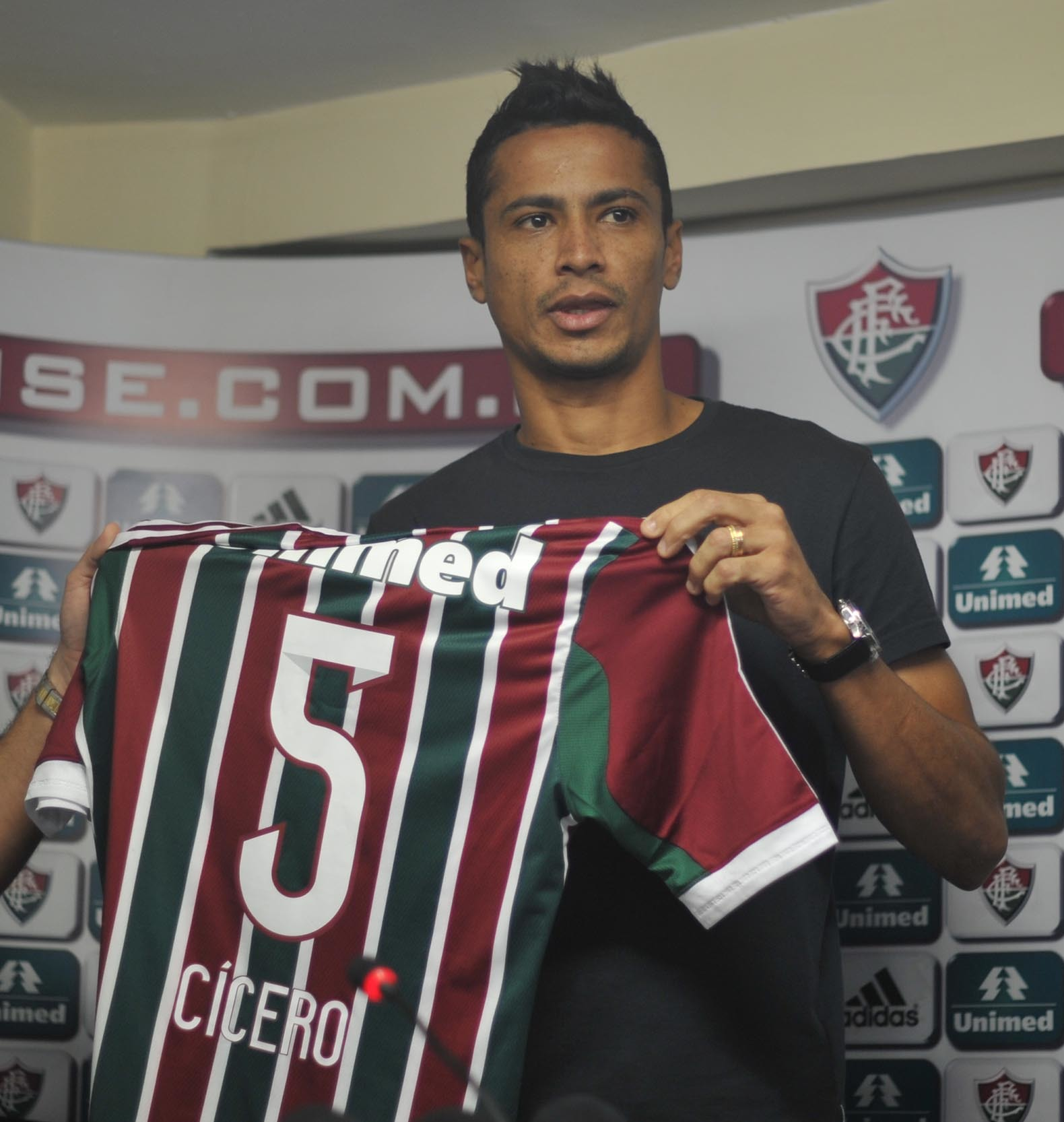
Cícero sendo apresentado pelo em 2014

No dia 28 de maio de 2014 a diretoria do Santos anunciou em nota oficial que aceitou a proposta do Fluminense. O jogador retornou ao clube das Laranjeiras após 6 anos.

### Al-Gharafa
No dia 31 de janeiro de 2015, Cícero foi emprestado por um ano e meio ao Al-Gharafa, do Catar.

### Retorno ao Fluminense
Em julho de 2015 rescindiu seu contrato com o Al-Gharafa e retornou ao Fluminense.
No tricolor, jogou como segundo volante. Apesar de não ser sua posição de origem, disse que não se importa de ficar mais "distante" do gol.
Em 2016, com a suspensão de Fred, guiou o Flu ao título da Primeira Liga de 2016, sendo o capitão do time e um dos principais jogadores.

### Retorno ao São Paulo
No dia 29 de dezembro de 2016, acertou seu retorno ao São Paulo, onde assinou contrato por duas temporadas. O treinador da equipe, Rogério Ceni, afirmou que poderia utilizar Cícero em quatro funções no meio-campo, destacando, portanto, a versatilidade do atleta. No dia 21 de fevereiro de 2017, em jogo contra o São Bento, pelo Campeonato Paulista, completou 100 jogos com a camisa do São Paulo, somando as duas passagens pelo clube. Já no dia 1 de março, marcou um hat-trick na vitória por 4 a 2 sobre o PSTC, pela segunda fase da Copa do Brasil.
Em 9 de agosto de 2017, o meio-campo foi afastado pelo treinador são-paulino, Dorival Júnior, em uma decisão conjunta com a diretoria. Por já ter mais de sete partidas pela equipe no Brasileirão (o jogador atuou em 10 jogos), poderia ser negociado apenas para clubes do exterior ou de outras divisões do país. No dia 28 de setembro, rescindiu oficialmente seu contrato com o São Paulo.
Há relatos recentes, dados por Hernanes e confirmado por Petros, de que o jogador causou alvoroço no vestiário incitando jogadores contra o treinador. O que culminou no afastamento do jogador.

### Grêmio
No dia 28 de setembro de 2017, Cícero acertou com o Grêmio, por 3 meses, tendo sido contratado para jogar apenas a Libertadores. O jogador não pôde atuar no Brasileirão por já ter disputado mais de 7 jogos pelo São Paulo. No dia 22 de novembro, na partida de ida da final da Libertadores, marcou o gol da vitória gremista por 1 a 0 sobre o Lanús, na Arena do Grêmio. Após a conquista da Libertadores, por um problema burocrático na FIFA, Cícero não pôde ser inscrito para a disputa do Mundial de Clubes.

### Botafogo
No dia 6 de fevereiro de 2019, o meia acertou sua transferência para o Botafogo. Marcou seu primeiro gol na derrota para o Juventude pela Copa do Brasil.
No final do ano, teve readequação salarial de aproximadamente 1/3 e renovou seu contrato por mais uma temporada.

## Seleção Nacional
Em 2011, Cícero foi convocado, pelo então treinador da Seleção Brasileira, Mano Menezes, para atuar pelo Superclássico das Américas daquele ano. Na ocasião, o atleta são-paulino não entrou em campo.
O jogador, no entanto, acredita que deveria ter tido oportunidades na Seleção. Segundo Cícero: “Eu vejo que eu poderia ter uma oportunidade em Seleção Brasileira, isso eu não vou mentir. Eu fiz por onde”.

## Estatísticas
Até 19 de dezembro de 2020.

### Clubes
<
| Clube         | Temporada | Campeonato nacional | Campeonato nacional | Campeonato nacional | Copa nacional[a] | Copa nacional[a] | Copa nacional[a] | Competições continentais[b] | Competições continentais[b] | Competições continentais[b] | Outros torneios[c] | Outros torneios[c] | Outros torneios[c] | Total | Total | Total   |
| Clube         | Temporada | Jogos               | Gols                | Assist.             | Jogos            | Gols             | Assist.          | Jogos                       | Gols                        | Assist.                     | Jogos              | Gols               | Assist.            | Jogos | Gols  | Assist. |
| ------------- | --------- | ------------------- | ------------------- | ------------------- | ---------------- | ---------------- | ---------------- | --------------------------- | --------------------------- | --------------------------- | ------------------ | ------------------ | ------------------ | ----- | ----- | ------- |
| Bahia         | 2004      | 0                   | 0                   | 0                   | —                | —                | —                | —                           | —                           | —                           | 0                  | 0                  | 0                  | 0     | 0     | 0       |
| Bahia         | 2005      | 0                   | 0                   | 0                   | 0                | 0                | 0                | —                           | —                           | —                           | 0                  | 0                  | 0                  | 0     | 0     | 0       |
| Bahia         | Total     | 0                   | 0                   | 0                   | 0                | 0                | 0                | —                           | —                           | —                           | 0                  | 0                  | 0                  | 0     | 0     | 0       |
| Figueirense   | 2006      | 34                  | 13                  | 4                   | —                | —                | —                | —                           | —                           | —                           | 20                 | 12                 | 0                  | 54    | 25    | 4       |
| Figueirense   | Total     | 34                  | 13                  | 4                   | —                | —                | —                | —                           | —                           | —                           | 20                 | 12                 | 0                  | 54    | 25    | 4       |
| Fluminense    | 2007      | 27                  | 6                   | 1                   | 9                | 2                | 4                | —                           | —                           | —                           | 10                 | 3                  | 2                  | 46    | 11    | 7       |
| Fluminense    | 2008      | 4                   | 0                   | 1                   | —                | —                | —                | 14                          | 3                           | 2                           | 16                 | 6                  | 0                  | 34    | 9     | 3       |
| Fluminense    | Total     | 31                  | 6                   | 2                   | 9                | 2                | 4                | 14                          | 3                           | 2                           | 26                 | 9                  | 2                  | 80    | 20    | 10      |
| Hertha Berlin | 2008–09   | 33                  | 7                   | 4                   | 2                | 0                | 1                | 8                           | 1                           | 0                           | —                  | —                  | —                  | 43    | 8     | 5       |
| Hertha Berlin | 2009–10   | 30                  | 3                   | 7                   | 2                | 0                | 0                | 9                           | 0                           | 1                           | —                  | —                  | —                  | 41    | 3     | 8       |
| Hertha Berlin | Total     | 63                  | 10                  | 11                  | 4                | 0                | 1                | 17                          | 1                           | 1                           | —                  | —                  | —                  | 84    | 11    | 13      |
| Wolfsburg     | 2010–11   | 21                  | 1                   | 2                   | 3                | 1                | 0                | —                           | —                           | —                           | —                  | —                  | —                  | 24    | 2     | 2       |
| Wolfsburg     | Total     | 21                  | 1                   | 2                   | 3                | 1                | 0                | —                           | —                           | —                           | —                  | —                  | —                  | 24    | 2     | 2       |
| São Paulo     | 2011      | 27                  | 6                   | 1                   | —                | —                | —                | 4                           | 1                           | 0                           | —                  | —                  | —                  | 31    | 7     | 1       |
| São Paulo     | 2012      | 30                  | 3                   | 0                   | 9                | 1                | 3                | 2                           | 0                           | 0                           | 20                 | 5                  | 0                  | 61    | 9     | 3       |
| São Paulo     | Total     | 57                  | 9                   | 1                   | 9                | 1                | 3                | 6                           | 1                           | 0                           | 20                 | 5                  | 0                  | 92    | 16    | 4       |
| Santos        | 2013      | 37                  | 15                  | 2                   | 7                | 0                | 0                | —                           | —                           | —                           | 22                 | 9                  | 4                  | 66    | 24    | 6       |
| Santos        | 2014      | 6                   | 2                   | 0                   | —                | —                | —                | —                           | —                           | —                           | 18                 | 9                  | 2                  | 24    | 11    | 2       |
| Santos        | Total     | 43                  | 17                  | 2                   | 7                | 0                | 0                | —                           | —                           | —                           | 40                 | 18                 | 6                  | 90    | 35    | 8       |
| Fluminense    | 2014      | 20                  | 6                   | 2                   | 2                | 3                | 1                | 2                           | 0                           | 0                           | —                  | —                  | —                  | 24    | 9     | 3       |
| Fluminense    | Total     | 20                  | 6                   | 2                   | 2                | 3                | 1                | 2                           | 0                           | 0                           | —                  | —                  | —                  | 24    | 9     | 3       |
| Al-Gharafa    | 2014–15   | 9                   | 3                   | 0                   | —                | —                | —                | —                           | —                           | —                           | —                  | —                  | —                  | 9     | 3     | 0       |
| Al-Gharafa    | Total     | 9                   | 3                   | 0                   | —                | —                | —                | —                           | —                           | —                           | —                  | —                  | —                  | 9     | 3     | 0       |
| Fluminense    | 2015      | 19                  | 3                   | 1                   | 6                | 1                | 0                | —                           | —                           | —                           | —                  | —                  | —                  | 25    | 4     | 1       |
| Fluminense    | 2016      | 35                  | 9                   | 2                   | 7                | 1                | 2                | —                           | —                           | —                           | 18                 | 6                  | 0                  | 60    | 16    | 4       |
| Fluminense    | Total     | 54                  | 12                  | 3                   | 13               | 2                | 2                | —                           | —                           | —                           | 18                 | 6                  | 0                  | 85    | 20    | 5       |
| São Paulo     | 2017      | 10                  | 0                   | 0                   | 6                | 3                | 0                | —                           | —                           | —                           | 16                 | 1                  | 2                  | 32    | 4     | 2       |
| São Paulo     | Total     | 10                  | 0                   | 0                   | 6                | 3                | 0                | —                           | —                           | —                           | 16                 | 1                  | 2                  | 32    | 4     | 2       |
| Grêmio        | 2017      | —                   | —                   | —                   | —                | —                | —                | 4                           | 1                           | 0                           | —                  | —                  | —                  | 4     | 1     | 0       |
| Grêmio        | 2018      | 23                  | 2                   | 1                   | 2                | 0                | 1                | 12                          | 3                           | 1                           | 9                  | 1                  | 0                  | 46    | 6     | 3       |
| Grêmio        | Total     | 23                  | 2                   | 1                   | 2                | 0                | 1                | 16                          | 4                           | 1                           | 9                  | 1                  | 0                  | 50    | 7     | 3       |
| Botafogo      | 2019      | 32                  | 3                   | 1                   | 3                | 1                | 0                | 4                           | 1                           | 0                           | 5                  | 0                  | 1                  | 44    | 5     | 2       |
| Botafogo      | 2020      | 4                   | 0                   | 1                   | 3                | 0                | 0                | 0                           | 0                           | 0                           | 7                  | 1                  | 0                  | 14    | 1     | 1       |
| Botafogo      | Total     | 36                  | 3                   | 2                   | 6                | 1                | 0                | 4                           | 1                           | 0                           | 12                 | 1                  | 1                  | 58    | 6     | 3       |

- a. ^ Jogos da Copa do Brasil e Copa da Alemanha
- b. ^ Jogos da Copa Sul-Americana, Copa Libertadores e Liga Europa
- c. ^ Jogos de Campeonato estadual, Recopa Sul-Americana e jogo amistoso

### Seleção Brasileira
Abaixo estão listados todos jogos e gols do futebolista pela Seleção Brasileira. Abaixo da tabela, clique em expandir para ver a lista detalhada dos jogos de acordo com a categoria selecionada.
Seleção principal
| Ano   |       |      |         |       |
| Ano   | Jogos | Gols | Assist. | Média |
| ----- | ----- | ---- | ------- | ----- |
| 2011  | 0     | 0    | 0       | 0     |
| Total | 0     | 0    | 0       | 0     |

## Títulos
Figueirense
- Campeonato Catarinense: 2006

Fluminense
- Copa do Brasil: 2007
- Primeira Liga: 2016

São Paulo
- Copa Sul-Americana: 2012[25]
- Florida Cup: 2017

Grêmio
- Copa Libertadores: 2017
- Recopa Sul-Americana: 2018
- Campeonato Gaúcho: 2018

Seleção Brasileira
- Superclássico das Américas: 2011

### Prêmios Individuais
- Melhor jogador do Campeonato Paulista - Série A1: 2014
- Melhor meia do Campeonato Paulista - Série A1: 2014
- Seleção do Campeonato Paulista - Série A1: 2014

### Artilharias
- Artilheiro do Campeonato Catarinense: 2006 - (12 gols)
- Artilheiro do Campeonato Paulista - Série A1: 2014 - (9 gols)